# Spilogona shanxiensis
Spilogona shanxiensis är en tvåvingeart som beskrevs av Wang och Xue 1997. Spilogona shanxiensis ingår i släktet Spilogona och familjen husflugor. Inga underarter finns listade i Catalogue of Life.